# Frank Caeti
Franklin Caeti, dit Frank Caeti, est un acteur et doubleur américain né le 11 août 1973 à Chicago (Illinois, États-Unis).